# Tschahwarz
Tschahwarz ist ein Dorf im Bachsch Tschahwarz im Schahrestan Lamerd, Provinz Fars, Iran. Bei der Volkszählung 2006 betrug die Bevölkerungszahl 2640 Personen in 521 Familien.